# جمالات زايد
جمالات زايد (16 فبراير 1919 - 12 سبتمبر 1980)، ممثلة مصرية. وهي أخت الفنانة آمال زايد وخالة الفنانة معالي زايد. وقد بدأت حياتها في الإذاعة وشاركت في باقة من الأفلام الكوميدية إلى جانب الفنان إسماعيل ياسين. تزوجت من الممثل محمد الديب.
بدأت مشوارها الفني عام 1945 في فيلم (كازينو اللطافة) مع محمد عبد المطلب وسامية جمال، ثم فيلم (كانت ملاكا) عام 1947 مع ماري كويني وفاتن حمامة ويحيى شاهين، لتتوالى أعمالها بعد ذلك والتي من أبرزها: (الستات ميعرفوش يكدبوا، عريس مراتي، سر طاقية الإخفاء). وفيلم هذا هو الحب